# متروی دبی

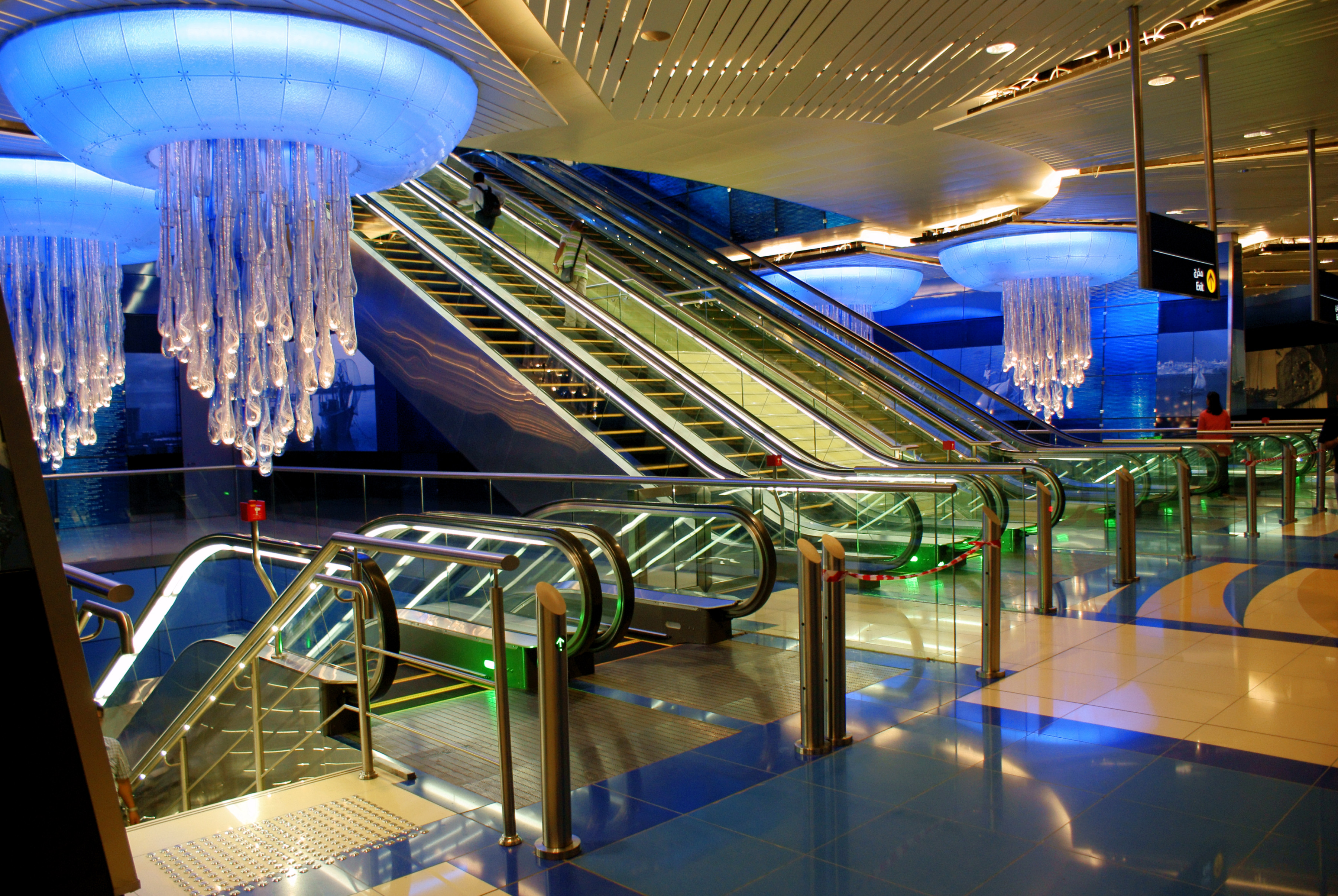
ایستگاه خالد بن الولید (برجمان)

مترو دبی یک شبکهٔ خطوط خودکار مترو در دبی، امارات متحده عربی است. این شبکهٔ مترو دارای ۴ خط قرمز، سبز، آبی و بنفش است که توسط ۴۷ ایستگاه به هم متصل می‌شود. تمام ایستگاه‌ها دارای سیستم پیشرفتهٔ تهویهٔ هوا است. مترو دبی ارزان‌ترین خطوط متروی جهان پس از متروی شهرهای ایران است.
اولین فاز این مترو با ۱۰ ایستگاه در ۹ سپتامبر ۲۰۰۹ توسط محمد بن راشد آل مکتوم، حاکم دبی افتتاح شد و از فردای آن روز از ساعت صبح شروع به کار کرد. مترو دبی اولین شبکهٔ خطوط مترو در سراسر شبه جزیره عربستان است. بیش از ۱۱۰٬۰۰۰ نفر (که تقریباً ۱۰ درصد کل جمعیت دبی را تشکیل می‌دهند) در دو روز اول آغاز به کار این مترو، از آن استفاده کردند. مترو دبی از ۹ سپتامبر ۲۰۰۹ تا ۹ فوریه ۲۰۱۰ (۴ ماه) تعداد بیش از ۱۰ میلیون مسافر را با در دست داشتن ۱۱ ایستگاه تکمیل شده در خط قرمز جابه‌جا کرد.
قوانین مترو دبی
- خوردن و آشامیدن در مترو دبی، مجاز نیست و تا 100 درهم جریمه دارد.
- خوابیدن و چرت زدن در مترو دبی ممنوع است و 500 درهم جریمه به‌دنبال دارد.
- در مترو دبی، ورود حیوانات به‌جز سگ راهنما برای نابینایان، ۱۰۰ درهم جریمه دارد.
- حواس‌تان باشد پاهای‌تان را روی صندلی مترو نگذارید وگرنه ۵۰۰ درهم جریمه می‌شوید.
- اگر از کارت مترو منقضی‌شده استفاده کنید، باید 200درهم جریمه بپردازید.
- ورود مردان به واگن بانوان و ورود کسانی که کارت طلایی ندارند به کابین ویژه، 100 درهم جریمه دارد.
- کشیدن ترمز اضطراری قطار، بدون دلیل موجه، هزار درهم شما را جریمه می‌کند.
- انداختن آب دهان و هر کار دیگری که باعث کثیفی قطار بشود، 200 درهم و هر نوع آسیب زدن به مترو، 2هزار درهم جریمه درپی دارد.
- با سیگار کشیدن در ایستگاه‌های مترو دبی و واگن‌های قطار، 200 درهم جریمه می‌شوید.
- به‌همراه داشتن وسایلی مثل سلاح گرم و سرد و نوشیدنی‌های الکلی، بین 100 تا 2هزار درهم جریمه به‌دنبال دارد.

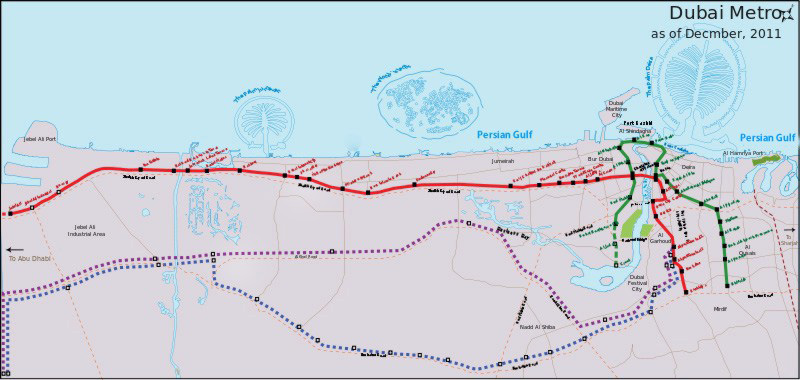
نقشهٔ خطوط شبکهٔ مترو دبی.